# Mohamed Yatim
Mohamed Yatim (en arabe : محمد يتيم ; né en 1956 à Casablanca) est un homme politique marocain du Parti de la justice et du développement (PJD). Il a été nommé, le mercredi 5 avril 2017, ministre de l’Emploi et de l’insertion professionnelle dans le Gouvernement El Othmani par le roi Mohammed VI.

## Biographie
Mohamed Yatim est un membre du secrétariat général du PJD. Il est devenu député depuis 2002. Il a pris le poste du premier vice-président de la Chambre des représentants entre 2011 et 2016.
Yatim a également été le président de la Commission des affaires étrangères, de la défense nationale et des affaires islamiques et des Marocains résidant à l'étranger. Il a aussi assumé des responsabilités au sein de l'Union nationale du travail au Maroc (UNTM).
Il est titulaire d'une licence en philosophie et d'un diplôme des études supérieures en sciences de l'éducation et a exercé en tant que professeur de ces deux disciplines.